# Porto navale di Karlskrona
Il porto navale di Karlskrona, situato nel comune di Karlskrona, in Svezia, è un grande esempio di città navale settecentesca, in gran parte ben conservata.
Questo porto è situato in una posizione strategica su un'isola in una baia del Mar Baltico, separata dal mare aperto da una serie di altre isole e isolotti. Il governatore generale, nonché ingegnere, Erik Dahlberg sviluppò un piano per le fortificazioni del porto, approvato nel 1683 e realizzato a partire dal 1670.
Dal 1998 questo porto è inserito nella lista dei patrimoni dell'umanità dell'UNESCO.

## Storia
Dopo che la Svezia e la Danimarca cessarono le ostilità dopo la guerra scandinava (1675-1679), il re Charles XI di Svezia fece un viaggio di ricognizione nella parte orientale dell'arcipelago di Blekinge. Il re decretò la costruzione di una città chiamata "Carlscroona" sull'isola di Trossön.  La ragione principale per la sua istituzione era quella di fornire alla Marina svedese una base permanente più vicina alla Danimarca, che per tutto il XVII secolo era stato il nemico principale della Svezia. Inoltre, era necessario un cantiere per la costruzione e la riparazione di navi, nonché per i depositi di fornitura e le caserme. La nuova base aveva l'ulteriore vantaggio di essere priva di ghiaccio in inverno, a differenza della base di Stoccolma che fino ad allora era la base principale della marina. Un piano per la base fu definito dal capo generale Erik Dahlbergh nel 1683 e la costruzione fu avviata due anni dopo. La nuova città di Karlskrona ha ricevuto i privilegi cittadini nel 1680.
Un incidente internazionale si è verificato il 27 ottobre 1981, quando un sottomarino sovietico della Classe Whiskey si incagliò sui fondali a circa 10 km da Karlskrona: l'evento fu chiamato "Whiskey on the rocks". 

## Flotta

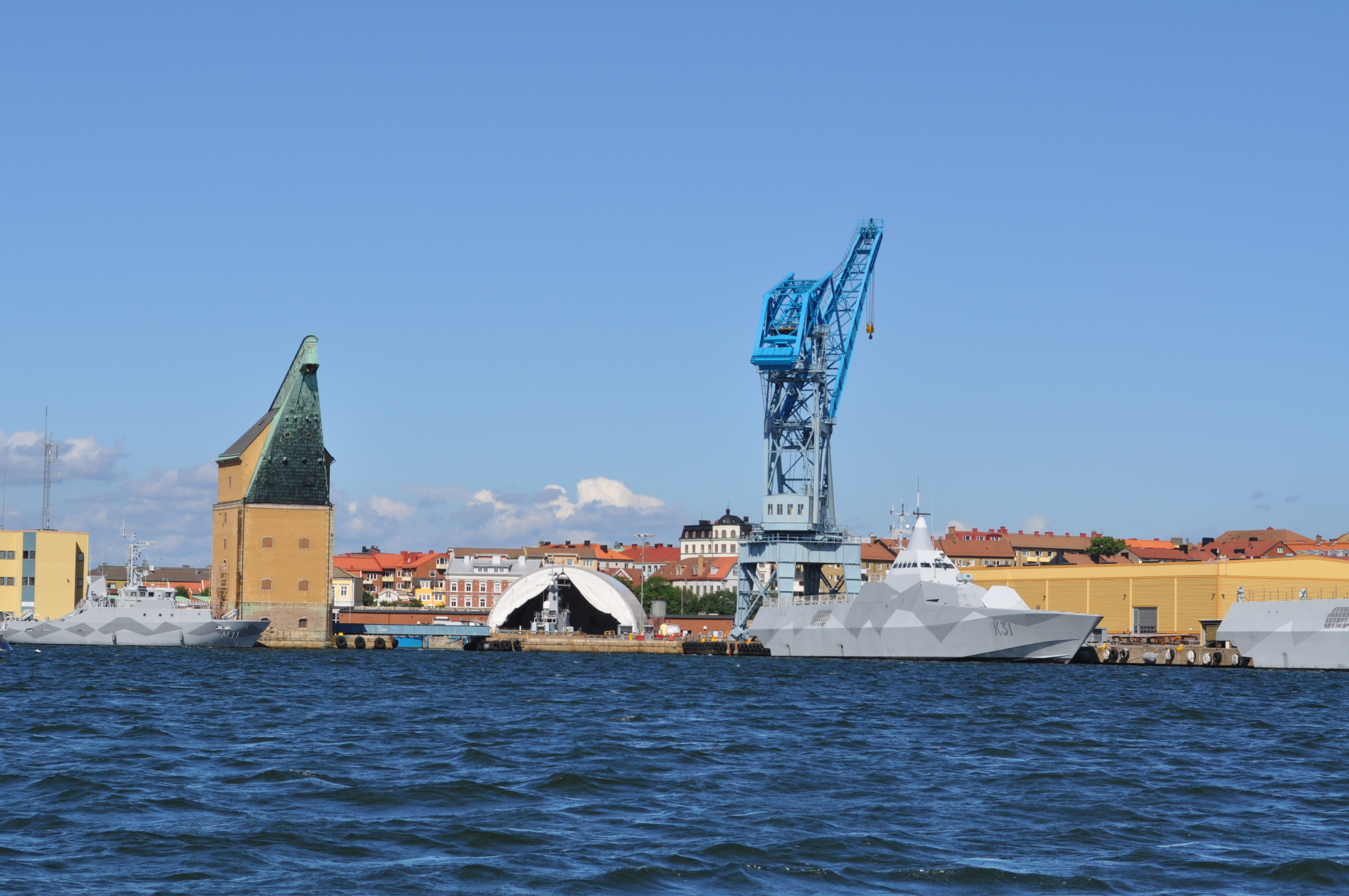
Due Corvette e una Spårö nella base navale.

La base contiene navi e vascelli Prima Flotta Sottomarina Svedese e della Terza Flotta della Guerra Navale.